# 鍾逢泰
鍾逢泰（？—？），廣東省嘉應直隸州長樂縣（五華縣）人，乾隆三十九年（1774年）甲午科廣東鄉試第51名舉人。

## 歷任官職
- 乾隆五十二年會試後挑選壹等，引見奉旨以知縣試用，籤掣四川，於五十二年七月二十一日到省
- 乾隆五十二年（1787年），署順慶府通判[1][2]
- 乾隆五十三年（1788年）署順慶府鄰水縣知縣[3][4]
- 乾隆五十四年署合江縣知縣[5]
- 乾隆五十五年署雙流縣知縣[6][7][8]，五十七年實授，嘉慶二年丁憂[9]
- 嘉慶五年十二月揀發江蘇知縣[10][11]
- 嘉慶六年任鎮江府丹陽縣知縣[12][13][14]